# 富田長繁
富田長繁（日语：とだ ながしげ ／とんだ ながしげ；1551年（天文21年）—1574年（天正3年）），是日本戰國時代的武將，原屬於越前國的朝倉氏，後投效織田信長。

## 生平
富田長繁原為越前國大名朝倉義景的家臣，元龜元年（1570年）4月的姉川之戰中曾經率領一千人出陣。在元龜三年（1572年）8月時，朝倉義景為救援淺井長政南下近江跟織田軍對峙時，在前波吉繼父子率先陣前倒戈至織田家後，富田長繁隨之在隔日跟戶田与次、毛屋豬介一同倒戈至織田家。同年11月，淺井井規率領朝倉、淺井聯軍企圖進攻虎御前山跟宮部之間的通道、陣地，富田長繁與毛屋豬介一同支援守將羽柴秀吉，順利擊退朝倉、淺井聯軍。
在織田信長於天正元年（1573年）8月的一乘谷之戰毀滅朝倉家後，信長任命朝倉氏舊臣前波吉繼為越前守護代以一乘谷城為居城統領越前一國，並改名為桂田長俊，富田長繁則加封為府中領主，居城移至龍門寺城。由於前波吉繼跟富田長繁多年不睦，因此在織田信長面前曾控訴「加封給富田長繁与力毛屋豬介、增井甚内的知行太多」、「讓富田長繁擁有府中的領地並無益處」，使雙方的關係更勢同水火。
天正二年（1574年1月18日），富田長繁與家臣增井甚内、毛屋豬介在庄中郡發動大規模的一揆眾叛亂，人數高達3萬3千人，揮軍攻打一乘谷城，富田長繁更親率500人攻破木戶，前波吉繼戰敗被討死。前波吉繼之子新七郎在隔日與一族離城逃跑時被捕殺害。織田家留在北之庄的木下祐久、津田元嘉、三澤秀次三名奉行跟朝倉景健出面斡旋和談不果後，三名奉行被追放，逃回岐阜城。
富田長繁隨後在1月24日又以宴會邀請為名，誘殺鳥羽野城主魚住景固父子進而奪取鳥羽野城，富田長繁為表示自己統率越前一國的正當性，決定跟織田家和談，派胞弟前往織田家擔任人質，希望信長賜下讓他擔任越前守護的朱印狀。富田長繁為了鞏固對越前的統治，也頒下國中屋銭賦課禁止、不准搶劫亂取、不准亂砍竹木等命令。
加賀一向一揆的僧官下間賴照、七里賴周、杉浦玄任在2月上旬率領十多萬一揆眾南下進攻越前，擊殺了片山城的增井甚内跟北之庄城的毛屋豬介。
為了反擊一向一揆，富田長繁在2月16日也領700人出陣，但一向一揆在帆山河原的人馬卻多達2萬多人，富田長繁趁日落衝擊一向一揆的後陣，順利攻破一向一揆的陣勢，並接連追擊2至3里，討取了2千至3千人，富田長繁因此戰之大勝，在朝倉始末記中被稱為「武勇超過樊噲」。
富田長繁大勝之後，又轉往進攻在長泉寺山佈陣旁觀此戰的朝倉景健跟朝倉景胤，在2月17日發動夜襲，一度討取了守將中荒木兄弟的首級。翌18日，富田長繁再度發動攻擊，但混戰中對富田長繁不滿的家臣小林吉隆突然用鐵砲從後方射殺富田長繁，享年僅24歲。富田長繁被討死後，首級在2月19日被送往杉浦玄任陣中，於龍澤寺進行首實檢。